# Вознесенка (Яйський округ)
Вознесе́нка (рос. Вознесенка) — село у складі Яйського округу Кемеровської області, Росія.

## Населення
Населення — 391 особа (2010; 544 у 2002).
Національний склад (станом на 2002 рік):
- росіяни — 95 %